# Dart (Fahrzeugmarke)

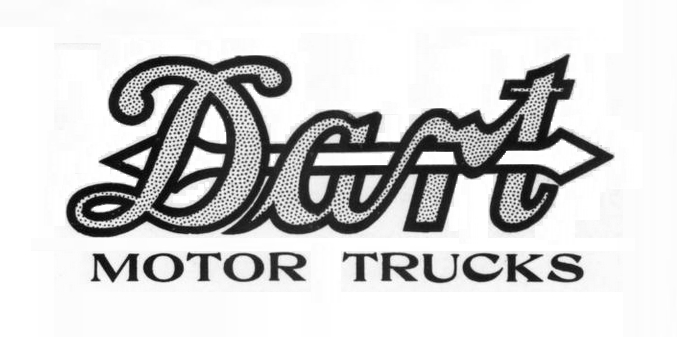
Dart (Waterloo) Firmenlogo aus Werbung 1912

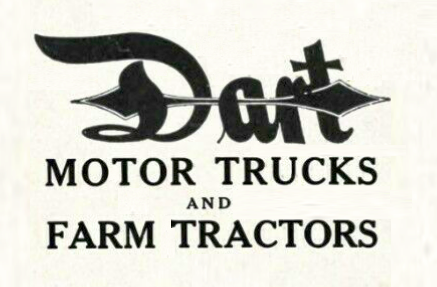
Dart (Waterloo) Firmenlogo aus Werbung in den 1920er-Jahren

Dart war eine US-amerikanische Fahrzeugmarke. Die Marke war von 1900 bis 1995 mit mehrfach wechselnden Eigentümern und Unternehmensnamen aktiv. Schwerpunktmäßig wurden Nutzfahrzeuge mit der Marke Dart hergestellt.

## Vorgeschichte
Zu Beginn den 20. Jahrhunderts begannen in den USA zahlreiche Kleinunternehmer aus unterschiedlichsten Geschäftsbereichen mit der Produktion von motorisierten Fahrzeugen, die teils als Einzelstücke oder in geringen Stückzahlen gefertigt wurden. Die Vertriebswege und Unternehmensverpflechtungen in jener Zeit sind fragmentarisch überliefert und die Quellen stützen sich oftmals auf Einzelexemplare und frühe Veröffentlichungen in Zeitschriften. Gelegentlich ist in den Quellen unklar, ob die Bezeichnung Dart für die Marke, für ein Modell, für ein Unternehmen oder für eine Person genutzt wurde. Zur Marke Dart sind mehrfache Nennungen bekannt, zu denen ähnliche Unternehmensnamen in mehreren Orten nachweisbar sind. Im Einzelnen sind in diesem Umfeld bekannt:

### Dart Anderson
Der Fahrzeugbau in Anderson in Indiana entwickelte sich Ende des 19. Jahrhunderts zu einem bedeutenden Standort. John William Lambert stammte aus Anderson in Indiana und baute 1891 das erste US-amerikanische Fahrzeug, welches mit Benzin betrieben wurde. Lambert war als Geschäftsmann im Landmaschinenhandel und im Automobilbau an etlichen Firmen, unter anderem in Anderson, maßgeblich beteiligt. Dazu bekannt sind die Lambert Automobile Company, die Lambert Gas and Gasoline Engine Company, die Buckeye Manufacturing Company, die Union Automobile Company. Weitere Firmen in Anderson waren die Erie Motor Carriage and Manufacturing Company, die Nyberg Automobile Works und Anderson Carriage Manufacturing Company und Real Cyclecar.
In diesem Umfeld entstand die Firma Dart Manufacturing Company und wird 1909 in einer Empfehlung für leichte schnelle Fahrzeuge genannt. Im Jahr 1910 wird die Firma als Hersteller von Buggys und als Lieferant für Motoren, Dichtungen und Chassis mit gleicher Adresse 1422-28 Chase Street, Anderson, Indiana geführt.
Aus der Sekundärliteratur ist eine Dart Company bekannt, die von 1903 bis 1907 in Anderson leichte Nutzfahrzeuge gebaut haben soll.

### Dart Chicago
In Chicago wird 1904 eine „Dart Mfg. Co.“ (Dart Manufacturing Company) an der Adresse „526 Sheffield Avenue“ genannt. Der Betrieb hatte 6 Mitarbeiter, die sich mit Fahrzeugvertrieb und Fahrzeugreparatur beschäftigten. Ein Miteigentümer war F. Wiedhofft, der über gute Geschäfte und baldigen Ausbau des Betriebes berichtete. 1906 wird zu dieser Dart Manufacturing Company die Standortaufgabe von Sheffield und Lincoln Avenue mit Schließung der Garage am alten Standort und ein erheblicher Ausbau der Produktion an der Adresse 819–821 Larabee Street, Chicago sowie die Eröffnung einer Fachschule für Automobilwesen berichtet.

### Dart Jamestown
In Jamestown, Chautauqua County (New York) wurde 1914 ein Dart als Cyclecar bezeichnet, obwohl es die Kriterien für Cyclecars nicht erfüllte. Es war ein leichter offener Roadster für 2 Personen mit 2-Zylinder-V-Motor, 15 PS und Kettenantrieb auf nur ein Hinterrad. Das Fahrzeug wurde 1914–1915 von der „Automatic Registering Co.“ aka Automatic Registering Machine Company hergestellt und war kein Erfolg.

### Dart New York
Die Firma „Dart Engeneering Co.“ wurde im Zeitraum 1909–1911 als Automobilhersteller geführt. Zu den Fahrzeugen ist bisher nichts bekannt.

### Dart Philadelphia
Der Dart (auch Remington-Dart) aus Philadelphia war ein leichter Runabout mit 2-Zylinder-Boxermotor der 1909 von der Firma Remington Automobile Company  auch „Remington Auto Co.“ an der Adresse 1351-53 Ridge Avenue, Philadelphia herstellt und vertrieben wurde.

### Dart Waterloo
Die Produkte und Aktivitäten von Dart in Waterloo (Iowa) sind mit dem Schwerpunkt zu Lastkraftwagen und in der Nachwirkung zur Weiterführung von Schwerlastfahrzeugen besonders bekannt.

### Dart Handelsvertretungen
Bereits zu Beginn des 20. Jahrhunderts wurden Fahrzeuge von Vertriebspartnern vermarktet, deren Rolle je nach Vertragsgestaltung mit der eines Vertragshändlers oder einer Außenstelle der Hersteller verglichen werden kann. Dazu sind bekannt:
- 1910: Harry W. Doherty, der für die „Dart delivery wagons“ (aus Chicago) und weitere Marken Mitte 1910 mit einem Vertriebsnetz für die Bereiche Kalifornien, Oregon, Washington, Idaho, Nevada, Los Angeles, San Francisco und Seattle begann.[11][12]
- 1911: J. P. Adamson, in Columbus (Ohio) Vertreter für „Dart motor truck manufactured at Waterloo, Iowa.“[13]
- 1912: Im Jahr 1912 war Dart als Aussteller von Fahrzeugen aus Waterloo auf mehreren Automobilmessen aktiv. In der Folge wurde ein stark ausgebautes Netz von rund 20 namentlich bekannten Vertragshändlern bekannt gegeben.[14]

## Markengeschichte von Dart Waterloo und Folgeunternehmen
Die Geschichte der Marke und der damit verbundenen Unternehmen werden in der Literatur teilweise verworren dargestellt. Nachfolgend ein Überblick zur Entwicklung, wie sie in einschlägigen Standardwerken dargestellt wird:

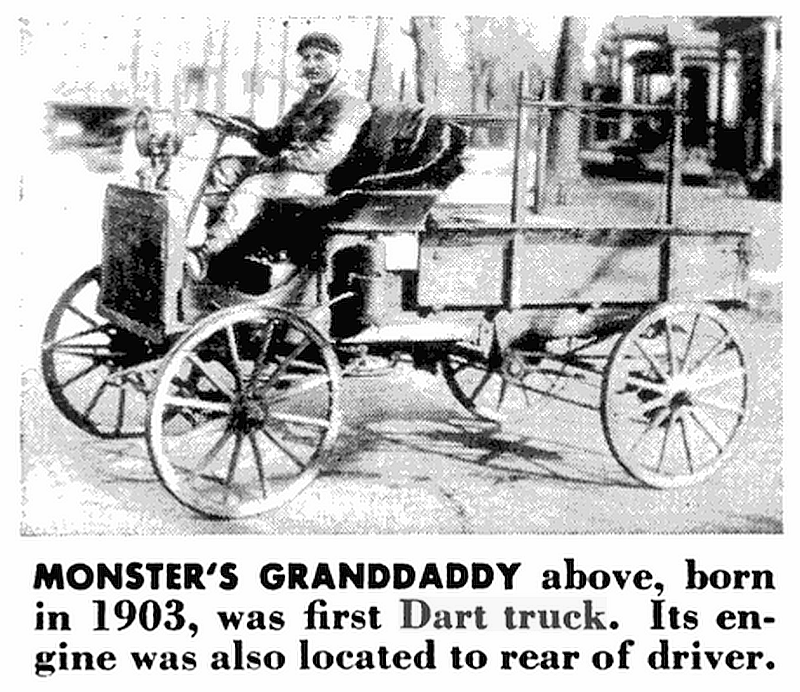
Dart Nutzfahrzeug (Lkw-Vorläufer 1903)

Ab 1890 wurden Fahrräder und ab etwa 1900 Motoren für Automobile produziert. 1903 folgten Nutzfahrzeuge. Hersteller war die Dart Truck Company aus Anderson in Indiana. 1907 wurde daraus die Dart Manufacturing Company, als das Unternehmen nach Waterloo in Iowa zog. Es ist unklar, ob es die gleichnamige Dart Manufacturing Company aus Anderson war. Weitere Firmierungen in Waterloo waren Dart Motor Truck Company ab 1914, Dart Truck & Tractor Corporation ab 1918 und Hawkeye-Dart Truck Company ab 1924. A. H. Howard hatte 1924 das Unternehmen übernommen. Nach seinem Tod im darauffolgenden Jahr kaufte Mac W. Cline alles auf. Es folgte der Umzug nach Kansas City in Missouri. Die Firmierungen lauteten hier Dart Truck Company von 1925 bis 1961, KW-Dart Truck Company bis 1970 und erneut Dart Truck Company ab 1970. Besitzwechsel gab es 1947 auf George Ohrstrom Company, 1950 auf Carlisle Corporation und 1958 auf Pacific Car & Foundry. Zwischen 1958 und 1970 wurden die Fahrzeuge als KW-Dart vertrieben, danach wieder als Dart. Die Dart Truck Company wurde 1972 an Paccar verkauft, 1984 an Unit Rig and Equipment Company aus Tulsa in Oklahoma und 1988 an Terex.
| Firmenname                                    | Zeitraum                 | Ort                   |
| --------------------------------------------- | ------------------------ | --------------------- |
| Dart Manufacturing Company Dart Truck Company | _ ? _ –1910 _ ? _ –_ ? _ | Anderson, Indiana     |
| Dart Manufacturing Company                    | _ ? _ –1914              | Waterloo, Iowa        |
| Dart Motor Truck Company                      | 1914–1918                | Waterloo, Iowa        |
| Dart Truck & Tractor Corporation              | 1918–1924                | Waterloo, Iowa        |
| Hawkeye-Dart Truck Company                    | 1924–1925                | Waterloo, Iowa        |
| Dart Truck Company                            | 1925–1961                | Kansas City, Missouri |
| KW-Dart Truck Company                         | 1961–1970                | Kansas City, Missouri |
| Dart Truck Company                            | 1970–                    | Kansas City, Missouri |

Zur Vorgeschichte ist unklar, inwieweit die Firmen zur Marke Dart in Anderson miteinander verbunden waren und ob die Nutzfahrzeugsparte von dort komplett übernommen wurde. Sicher ist hingegen, dass der Betrieb in Anderson als Dart Manufacturing Company bis in die frühen 1910er-Jahre weiter geführt wurde. Nachvollziehbar ist eine Weiterentwicklung/Weiternutzung des Logos mit dem Pfeil von frühen Fahrzeugen aus Anderson und späteren Produkten aus Waterloo. Wieso man zeitgleich in Anderson und Waterloo den gleichen Firmennamen nutzte, ist ebenso unklar wie das genaue Gründungsdatum in Waterloo. Zu den frühen Fahrzeugen von Dart aus Waterloo gibt es Hinweise auf Mehrfachvermarktungen durch William Galloway, der in den frühen 1900er-Jahren breit gefächerte Handelsgeschäfte betrieb und gleichzeitig an etlichen Firmen maßgeblich beteiligt war. Ab etwa 1910 wurde ein Vertragshändlernetz für die Marke Dart aus Waterloo aufgebaut. Beispielsweise wurde im Januar 1912 die La Crosse Plow Company Vertragshändler für Gebiete in fünf Bundesstaaten und orderte in diesem Rahmen die kurzfristige Lieferung von 100 Fahrzeugen. Dart nahm an 1912er Automobilausstellung in New York teil und stellte Fahrzeuge im März 1912 auf der Ausstellung in Chicago aus. Im weiteren Jahresverlauf wurden rund 20 neue Vertriebsstellen mit Vertragshändlern bekannt. Im August 1914 wurde in Waterloo die Reorganisation und Umbenennung der Dart Manufacturing Company zur Dart Motor Truck Company bekannt gegeben. Das Grundkapital wurde um 85.000 Dollar erhöht und betrug danach 600.000 Dollar. Gleichzeitig wurde ein Räumungsverkauf von Lagerbeständen an Fahrzeugteilen beschlossen, der sich bis zur Einführung neuer Modelle hinzog. Im Juni 1918 wurde in Waterloo die Reorganisation und Umbenennung der  Dart Motor Truck Company zur Dart Truck & Tractor Corporation unter Fortführung Managements sowie Produktionserweiterung bekanntgegeben. Als neues Produkt wurde der Dart Blue J avisiert, die Lastwagenreihe mit 1, 2 und 3,5 Tonnen Nutzlast verblieb im Produktionsprogramm.
Bis auf die Radlader stellte Terex den aktiven Vertrieb der Marke Dart ein, ließ aber Auftragsfertigungen möglich. Der letzte Dart-Radlader wurde 1995 ausgeliefert.

### Fahrzeuge
| Modell Typ              | Bau Jahr | Nutz- last            | Anmerkung                                                   |
| ----------------------- | -------- | --------------------- | ----------------------------------------------------------- |
| Dart                    | 1912     | 1/2 tn. sh. (454 kg)  | [ 3 ]                                                       |
| Dart                    | 1912     | 1.500 pound (680 kg)  | 2-Zylinder 16 PS                                            |
| Dart                    | 1912     | 1 tn. sh. (907 kg)    | [ 3 ]                                                       |
| Dart Model BB           | 1916     | 1.000 pound (454 kg)  | „1000-POUND COMMERCIAL CAR“ 19,6 PS nach N. A. C. C. Rating |
| Dart Model E            | 1916     | 2.000 pound (907 kg)  | „ONE-TON TRUCK“ 36,1 PS nach N. A. C. C. Rating             |
| Modell E                | ca. 1918 | 1 tn. sh. (907 kg)    | 29 PS Buda 4-Zylinder                                       |
| Modell CC-4             | ca. 1918 | 2 tn. sh. (1814 kg)   | 40 PS Buda 4-Zylinder                                       |
| Modell L                | ca. 1918 | 3,5 tn. sh. (3175 kg) | 52,5 PS Buda 4-Zylinder                                     |
| Dart Blue J Model 12–25 | 1918     |                       | 40 PS B.H.P (bis 1921)                                      |
| Dart Blue J Model 15–30 | 1920     |                       | Traktoren (bis 1921)                                        |
| Dartmobile              | 1922     |                       | Prototyp Personenwagen                                      |

Die Angaben zur Entwicklung der Fahrzeuge werden in der Literatur unterschiedlich dargestellt. Nach Angaben von  Georgano verlief die Fahrzeugentwicklung der ersten Jahre wie folgt: Zunächst gab es Highwheeler mit Unterflurmotoren, Kettenantrieb und etwa 500 kg Nutzlast. Ab 1907 waren es konventionelle Fahrzeuge mit Frontmotor und Hinterradantrieb, allerdings wurde der Kettenantrieb noch bis 1912 beibehalten. Es waren Vierzylindermotoren. 1912 wurde der Kardanantrieb eingeführt. Drei Modelle mit etwa 450 kg, 900 kg und 1350 kg werden genannt. Zwischen 1914 und 1917 entstand der Zweitonner Type CC, von dem die United States Army 325 Stück abnahm. Sowohl für dieses als auch für die kleineren Modelle mit etwa 340 kg und 680 kg sind Vierzylindermotor von Buda überliefert.
Abweichend von vorstehenden Angaben wurden frühere Fahrzeugvarianten länger angeboten. So wurden 1912 von Dart auf der Nordamerikanischen Automobilausstellung in New York Fahrzeuge mit Unterflurmotor, 16 PS und 2-Zylinder-Motor und Kettenantrieb in den offiziellen Listen genannt.
Im Oktober 1918 wurde als neues Modell ein Dart Blue J Traktor als Landwirtschaftliche Zugmaschine mit Riemenscheibe zum Antrieb von Arbeitsmaschinen über Treibriemen (Transmission) vorgestellt. Er bekam einen Vierzylinder-Motor von Buda mit 4,5 × 5,5 Zoll Bohrung × Hub, woraus sich 5116 cm³ errechnen, und hatte 30 hp (22 kW) an der Riemenscheibe und 15 hp (11 kW) an der Deichsel. Der Motor wirkte über eine nasse Mehrscheibenkupplung auf das Dreiganggetriebe, dessen III. Gang ins Schnelle übersetzt war und auf ein Schraubenrädergetriebe mit einer Klauenkupplung für die Riemenscheibe.  An der Hinterachse gab es einen Schneckentrieb und Radvorgelege mit abtriebsseitigen innenverzahnten Stirnrädern. 1920 gab es noch ein größeres Modell mit den Zylindermaßen 4,5 × 6 Zoll = 6255 cm³ und 15–30 PS. 1921 wurde die Traktorenproduktion eingestellt.
Als Dartmobile entstanden 1922 Personenkraftwagen, die allerdings nicht über das Stadium von Prototypen hinauskamen. Sie hatten einen Vierzylindermotor mit nebeneinander stehenden Ventilen und möglicherweise ein Fahrgestell eines kleinen Dart-Nutzfahrzeugs. Nach dem erfolglosen Versuch in diesem Fahrzeugsegment wurde die Produktion wieder auf Nutzfahrzeuge ausgerichtet. In den 1930er-Jahren umfasste das Sortiment Fahrzeuge mit Nutzlasten zwischen 1,5 und 5 Tonnen. 1938 kamen dreiachsige Zehntonner-LKW dazu. 1939 gab es Schlepper mit diesel-elektrischem Antrieb.

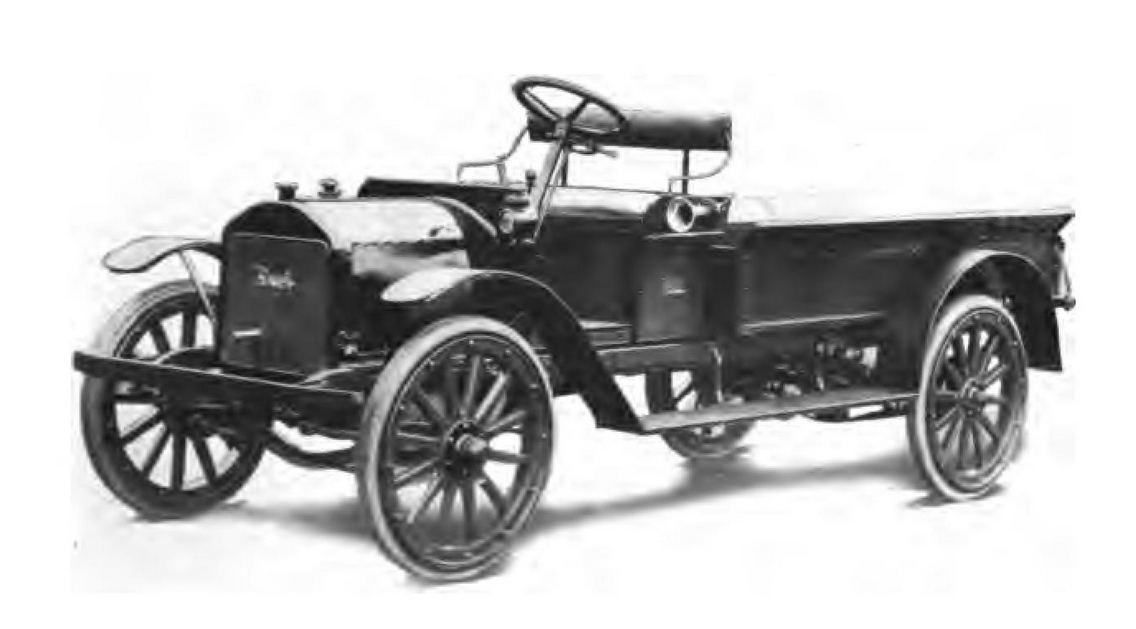
Dart Modell BB von 1916 (Dart 1000-Pound-Commercial-Car)
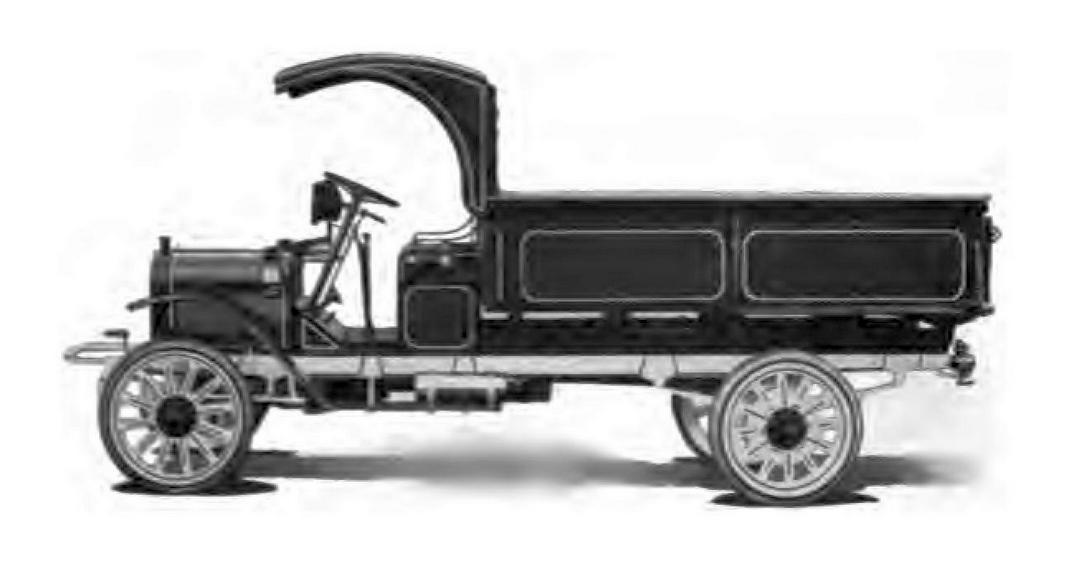
Dart Modell E von 1916 (Dart One-Ton-Truck)
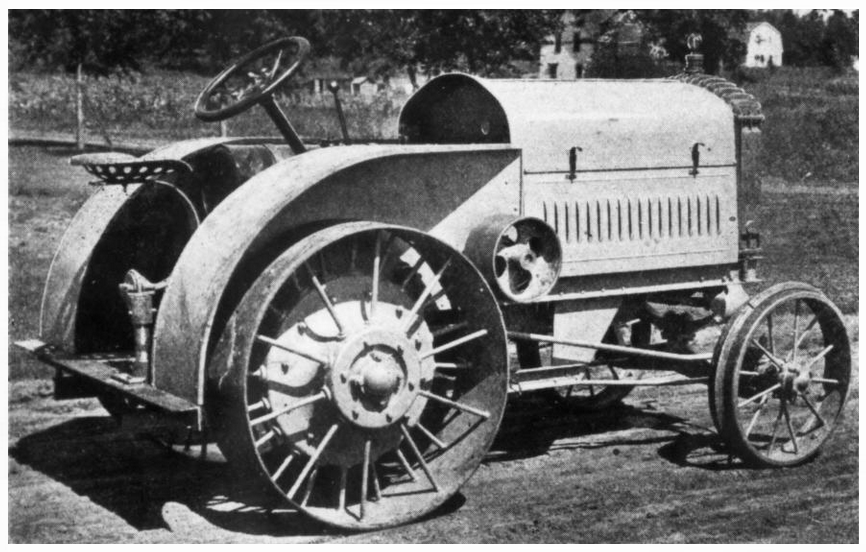
Dart Blue J von 1918 (Traktor)

#### Militärfahrzeuge

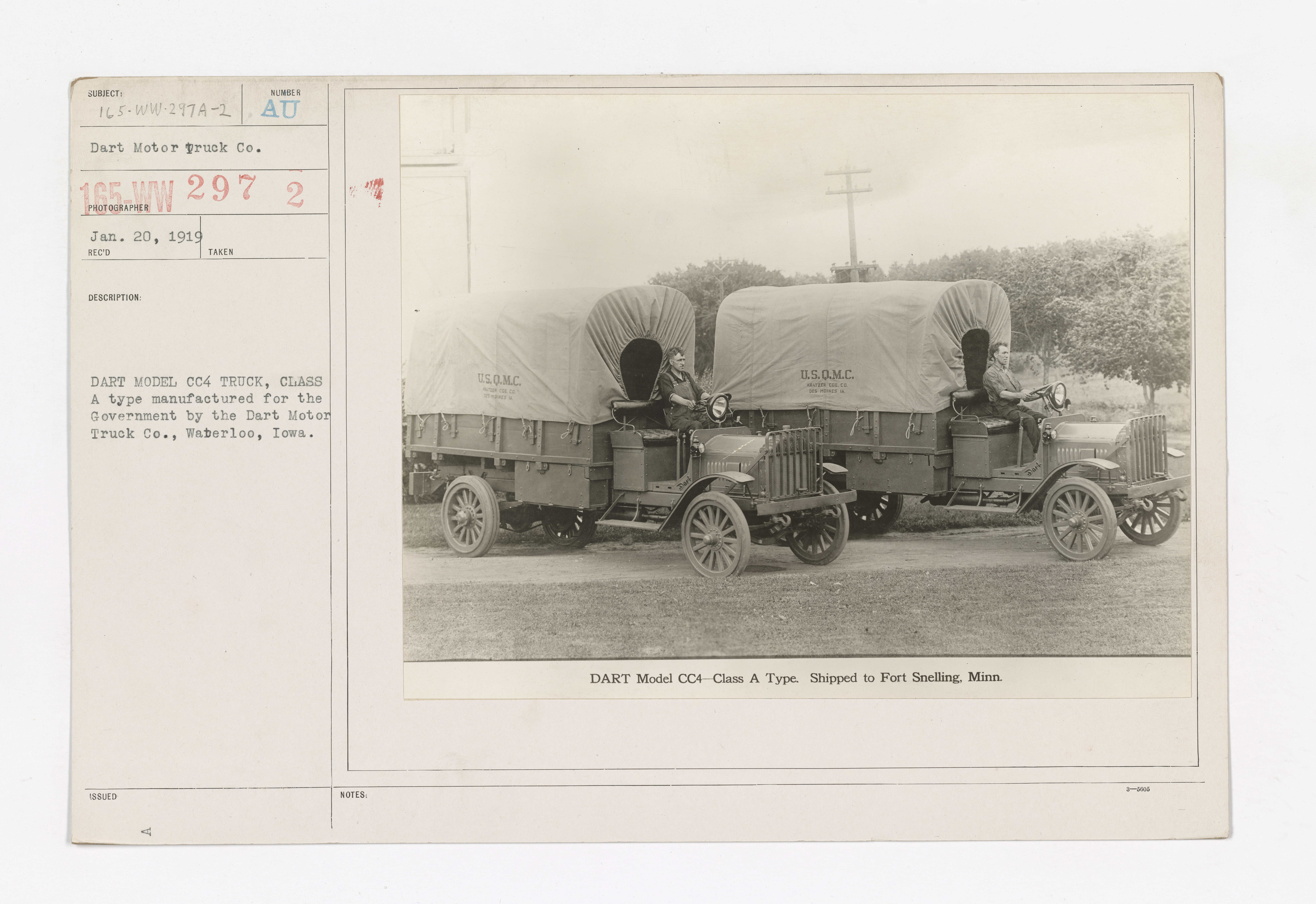
Dart Model CC4 Truck.

Während des Ersten Weltkriegs wurden LKW für das Militär hergestellt. Erwähnenswert ist der Zweitonner Type CC-4 in der Fahrzeugklasse Liberty Standard A 2 tons, von dem die United States Army 325 Stück abnahm. Die Dart Model CC Trucks hatten ein 4-Gang-Getriebe mit Kardanantrieb auf die Hinterräder, ein rundes Planenverdeck über der Pritsche, ein Frontschutzgitter vor dem Kühler, einen mittigen Suchscheinwerfer in Nähe des Lenkrades. Die Fahrersitzbank war bei einigen Modellen offen oder durch ein Klappverdeck geschützt. 1917 wurde von Dart ein neuer Kühler vorgestellt, der durch sein geripptes Profil an Oberkante leicht erkennbar ist. Bekannt sind Lieferkontingente des Dart Model CC4 Truck an das Camp Beauregard über die auch im Oktober 1917 berichtet wurde. Während des Zweiten Weltkriegs wurden dreiachsige, LKW mit Allradantrieb als Zehntonner gebaut. Es gab auch eine Vierzigtonner-Zugmaschine für Panzertransport, dies blieb aber ein Prototyp. Sie hatte einen Sechszylindermotor von Waukesha Engines mit 250 PS.

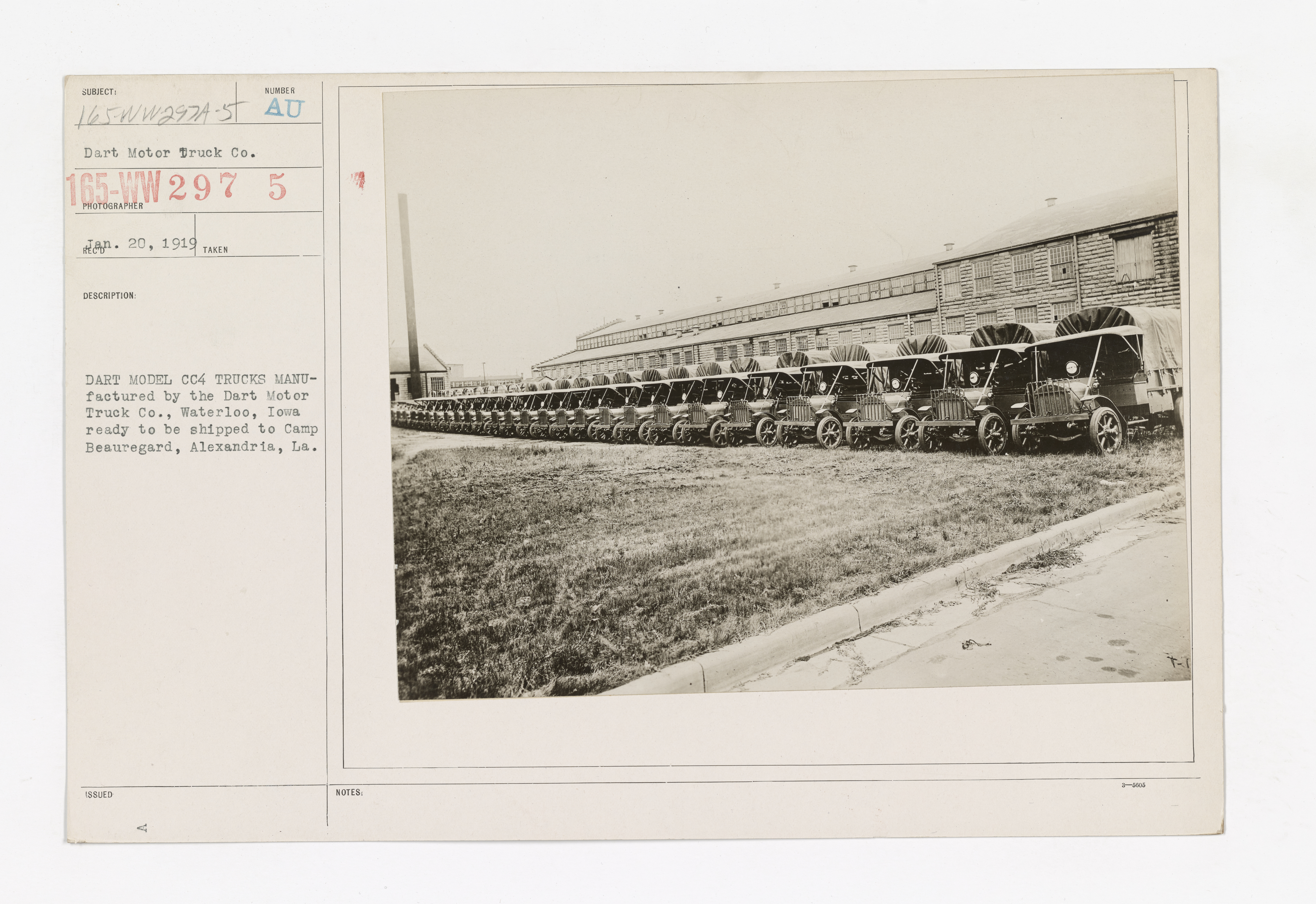
Dart Type CC4 (Lieferung für Camp Beauregard)
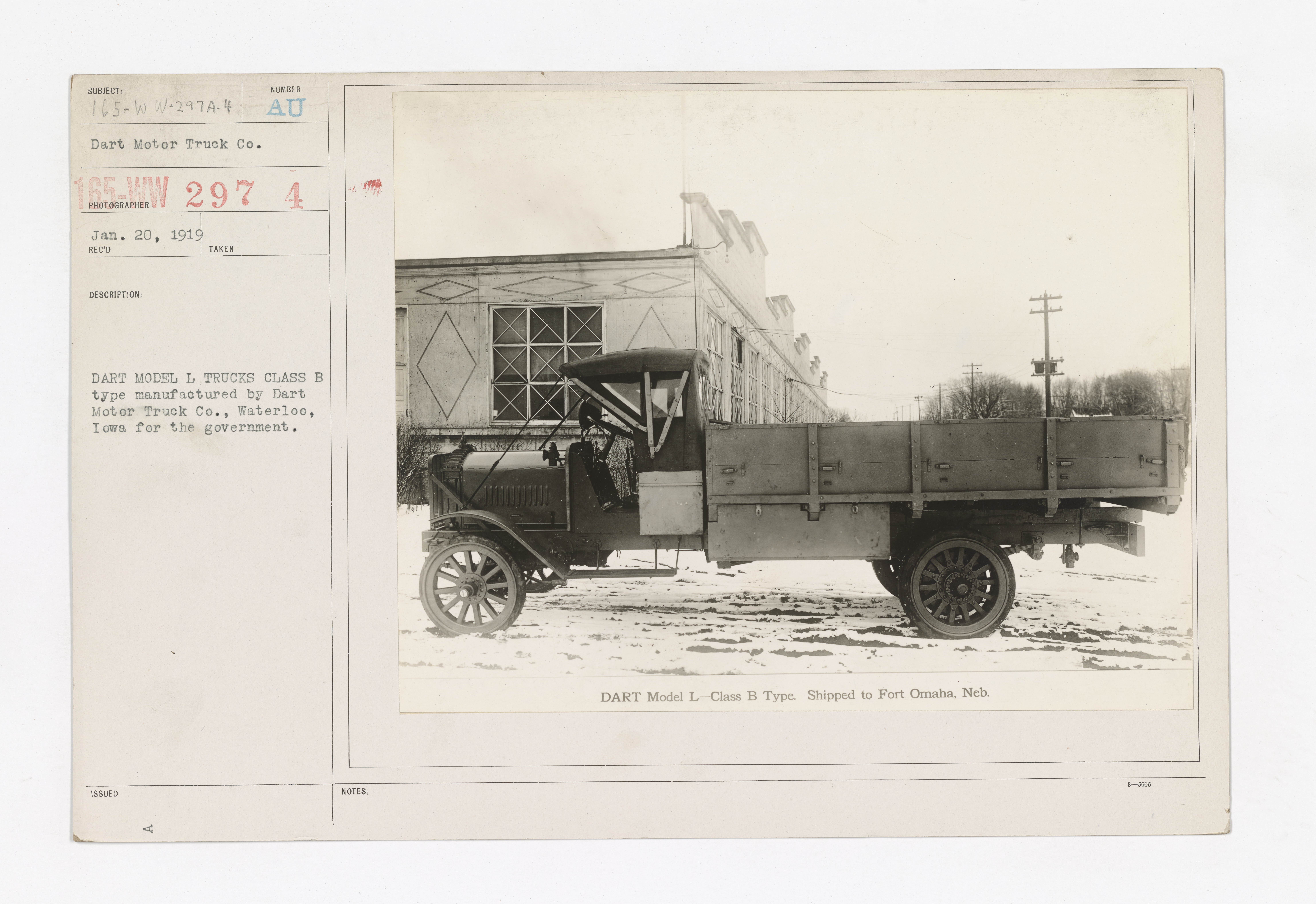
Dart Modell L (Liberty-Class B 3,5 Tonner mit Zwillingsbereifung hinten)
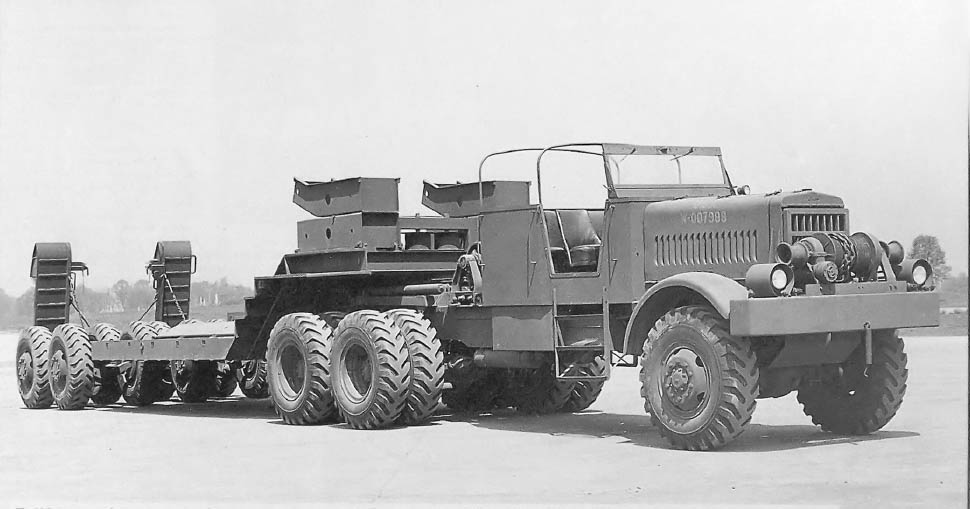
Dart T13 Truck Tractor (Prototyp 1942)

#### Schwerlastfahrzeuge
Lastkraftwagen mit Straßenzulassung von Dart gab es bis in die frühen 1950er-Jahre. Dazu sind schwere Transport- und Bergungsfahrzeuge bekannt. Die ersten reinen Baustellen- oder Minenfahrzeuge (off-highway-truck) wurden um 1937 von Dart bekannt. 1939 wurde ein diesel-elektrischer Traktor gebaut, der zwei Anhänger mit jeweils 40 Tonnen Nutzlast ziehen konnte.
| Modell Typ | Bau Jahr | Nutz- last | Anmerkung                   |
| ---------- | -------- | ---------- | --------------------------- |
| 75TA       | 1952     | 60 t       | 300/350 PS 2 Buda-Diesel    |
| 75TA       | 1955     | 75 t       |                             |
| 95EDT      | 1960     |            |                             |
| D600       | 1965/66  | 20 t       | Radlader, 11,5 m³           |
| D2771      | 1965/66  | 100 t      | Kipper, 800 PS              |
| DE2291     | 1971     |            | Prototyp, 1800 PS           |
| DE930      | 1971     | 120 t      | 900 PS Detroit Diesel       |
| DE940      |          | 150 t      |                             |
| DE930      | 1971     | 120 t      |                             |
| D600B      | 1973     |            | Radlader                    |
| DE620      | 1974     |            | Radlader 11,5 m³            |
| D600C      | 1978     |            | Radlader, 875 PS            |
| 2080       | 1980     | 85 t       |                             |
| D600E      | 1982     |            | Radlader, 875 PS            |
| 2085       | 1985     | 130 t      | dreiachsiger Kipper, 800 PS |

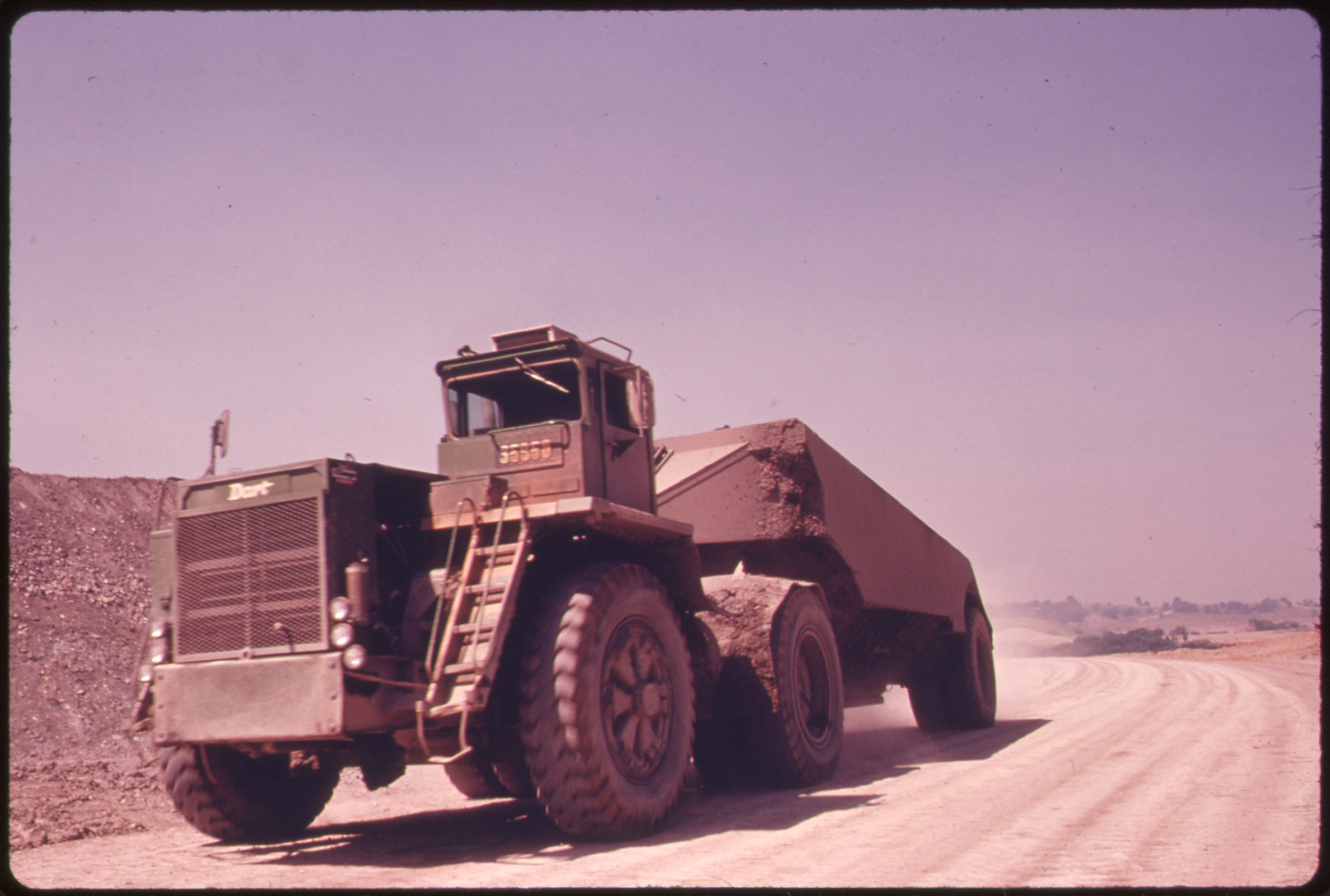
Vermutlich Dart-Model-6050T (bottom-dump tractor-trailer)

Die Produktumstellung auf Muldenkipper mit höheren Nutzlasten begann in den frühen 1950er-Jahren. Ralph H. Kress war Konstrukteur bei Dart und später auch für andere Großmaschinenhersteller in der Branche tätig. Er entwickelte unter anderem als „Modell 60“ ein Fahrzeug, das 1951/1952 als 75TA mit dem Anspruch auf Weltrekordtransportleistung vorgestellt wurde. Im Einsatz stellte man zu geringe Motorleistung fest und es folgten aufgelastete Modelle. Es sind Nutzlasten mit 70 Tonnen für 1958, 100 Tonnen für 1962, 15 bis 120 Tonnen für 1965 sowie 65 bis 150 Tonnen für 1970 bekannt. Genannt werden V-Motoren von Caterpillar, Cummins und Detroit Diesel mit 12 oder 16 Zylindern und Leistungen von 635 bis 1600 PS. 1969 entstanden zwei 120-Tonner, die drei Anhänger mit jeweils 140 Tonnen beförderten, was insgesamt 420 Tonnen ergab und einen Weltrekord darstellte. Im April 1973 wurden die Muldenkipper aufgegeben, aber später wieder eingeführt. Genannt werden nun maximal 150 Tonnen und Motoren von den drei bekannten Herstellern mit bis zu 1050 PS.
In den frühen 1960er-Jahren entwickelte Dart den Radlader D600 mit stark seitlich versetzter Kabine und stellte 1965 das Modell KW-Dart-D600 vor. In der Baureihe wurden meist Cummins-Motoren mit 700 PS (später bis 875 PS) verwendet. Es wurden rund 20 Tonnen Nutzlast für die Ladeschaufel angegeben. Es folgten weitere Radlader dieser Modellreihe, von der rund 400 Stück mit Motoren von Cummins oder Detroit-Diesel verkauft wurden. Als DE620 wurde 1974 der erste diesel-elektrische Radlader mit 650 PS von Dart vorgestellt, von dem 12 Exemplare abgesetzt werden konnten. Der DE900 wurde mit 1250 PS und einem Ladeschaufelvolumen von 16 Kubikmetern geplant aber ohne Prototypenfertigung verworfen. Die D600 Baureihe war das erfolgreichste Produkt von Dart, das auch später von Terex noch vermarktet wurde. 1995 wurde der letzte Radlader dieser Baureihe abgesetzt.
In den Muldenkipper-Baureihen von Dart gab es reine Kipper und auch Fahrzeuge, die Kippmulden als Anhänger hatten (rear-dumping tractor trailer), der als 95EDT bekannt wurde. Die sogenannten „Tractor-Trailer“  hatten teilweise Bodenklappen zur Entleerung (bottom-dump tractor-trailer). Zu den Modellen mit Bodenklappen sind die Typen 6050T (60 Tonnen) und 50S-BDT (50 Tonnen) bekannt.
Der 75TA war ein 3-achsiger Kipper mit seitlich versetztem Führerhaus, der auch an der Vorderachse mit Zwillingsbereifung bestückt war. Er war mit Buda-Motoren und diesel-elektrischem Antrieb ausgestattet. Ab dem Dart-DE930 erhielten die Fahrzeuge einen neuen diesel-elektrischen Antrieb von Dart, zuerst mit 900 PS Detroit Diesel-12V149T und elektrischen Maschinen von General Electric. Die Fahrzeuge bewährten sich zunächst nicht, waren aber die Basis für Nachfolgemodelle. 1980 kam das Modell 2080 als dreiachsiger Kipper mit 85 Tonnen Nutzlast heraus, dem 1985 das Modell 2085 mit 130 Tonnen (293.000 pounds) Nutzlast sowie 800 PS-Motor folgte und noch längere Zeit in Kohleminen eingesetzt wurde.

### Andere Dart Produkte aus Waterloo
Nach dem Verkauf der Dart Truck Sparte, wurde am 6. August 1925 das zuvor genutzte Markenzeichen von Dart (siehe Logo 1920er Jahre) von der Firma „Coward Dart Waterloo, Iowa“ registriert. Die Firma stellte Tanksäulen für Kraftstoff her und gab an, das  Markzeichen bereits seit Juli 1921 genutzt zu haben.